# 二升石站
二升石站（日语：／ Nishōishi eki */?）是位於岩手縣下閉伊郡岩泉町二升石字下和見，東日本旅客鐵道的岩泉線車站（廢站）。隨著岩泉線全線廢除，車站在2014年（平成26年）4月1日廢除。

## 歷史
- 1972年（昭和47年）2月6日 - 車站啟用[1]。
- 1987年（昭和62年）4月1日 - 伴隨國鐵分割民營化，車站由東日本旅客鐵道（JR東日本）營運[1]。
- 2010年（平成22年）
  - 7月31日 - 由於發生天災，使岩泉線不能通行。
  - 8月2日 - 開設代行巴士服務，但是當時不途經此站。
  - 8月17日 - 代行巴士開始停靠此站。
- 2014年（平成26年）4月1日 - 岩泉線正式廢除，車站也被廢除[2][3]。

## 車站構造
截至車站廢除前，此站是地面車站，設有1面1線的單式月台。此站是由茂市站管理的無人車站。月台建設於路提上，站內樓梯下方設有候車室。

## 車站周邊
- 岩泉町立二升石小學
- 二升石巴士站
  - JR巴士 早坂高原線（日语：早坂高原線）
  - 岩泉町民巴士（日语：岩泉町民バス） 大川、釜津田線、國境、上荒澤口線
  - 東日本交通（日语：東日本交通 (岩手県)） 岩泉茂市線（岩泉線廢除替代巴士）

## 相鄰車站
東日本旅客鐵道（JR東日本）
■岩泉線
淺內－二升石－岩泉

## 注腳
1. 1 2 3  曾根悟（監修）. 朝日新聞出版分冊百科編集部（編集） , 编. . 週刊朝日百科. 21号 釜石線・山田線・岩泉線・北上線・八戸線. 朝日新聞出版. 2009-12-06: 21 （日语）.
2. ↑  岩泉線の廃止についてPDF（日語） - 東日本旅客鐵道，2013年11月8日
3. ↑  岩泉線きょう廃止届 押角トンネルなど無償譲渡（日語） - 讀賣新聞，2013年11月8日《2014年1月18日參閲，現時只保留存檔》